# Crissay-sur-Manse
Crissay-sur-Manse è un comune francese di 126 abitanti situato nel dipartimento dell'Indre e Loira nella regione del Centro-Valle della Loira.

## Società

### Evoluzione demografica
Abitanti censiti